# 피토스테롤
피토스테롤(영어: phytosterol)은 콜레스테롤과 유사한 피토스테로이드로 식물에서 생성되며, 탄소 곁사슬 또는 이중 결합의 유무만 다르다. 피토스테롤은 식물성 스테롤 및 스타놀을 포함한다. 스타놀은 스테롤 고리 구조에 이중 결합이 없는 포화 스테롤이다. 200가지 이상의 스테롤 및 관련 화합물들이 확인되었다. 기름에서부터 추출된 유리 피토스테롤은 물에 불용성이고, 기름에 비교적 불용성이며, 알코올에 가용성이다.
피토스테롤이 풍부한 식품과 식이 보충제는 수십년 동안 판매되어 왔다. 잘 문서화된 저밀도 지질단백질(LDL) 콜레스테롤 저하 효과에도 불구하고, 심혈관계 질환, 공복 혈당, 당화 헤모글로빈(HbA1c) 또는 전체 사망률에 대한 유익한 영향의 과학적으로 입증된 증거는 없다.

## 구조
| β-시토스테롤   | 캄페스테롤     | 콜레스테롤 |
| -------------- | -------------- | ---------- |
| β-시토스테롤   | 캄페스테롤     | 콜레스테롤 |
| 스티그마스테롤 | 스티그마스타놀 |            |
| 스티그마스테롤 | 스티그마스타놀 |            |

스테로이드 골격의 탄소 번호

왼쪽에 위치한 분자는 β-시노스테롤이다. 스테로이드 골격의 번호는 오른쪽에 표시되어 있다.
- 242번 탄소가 제거되면 캄페스테롤을 얻을 수 있다.
- 241번 탄소와 242번 탄소를 제거하면 콜레스테롤을 얻을 수 있다.
- 22번 탄소와 23번 탄소에서 수소를 제거하면 스티그마스테롤(스티그마스타-5,22-다이엔-3β-올)을 얻을 수 있다.
- 5번 탄소와 6번 탄소 사이의 이중 결합을 수소화함으로써 β-시토스타놀(스티그마스타놀)을 얻을 수 있다.
- 5번 탄소와 6번 탄소 사이의 이중 결합을 수소화하고 242번 탄소를 제거함으로써 캄페스타놀을 얻을 수 있다.
- 242번 탄소를 제거하고 22번 탄소와 23번 탄소에서 수소를 제거하고, 24번 탄소에서 입체화학을 역전시키면 브라시카스테롤(에르고스타-5,22-다이엔-3β-올)을 얻을 수 있다.
- 7번 탄소와 8번 탄소에서 수소를 추가로 제거하면 에르고스테롤(에르고스타-5,7,22-트라이엔-3β-올)을 얻을 수 있다. 에르고스테롤은 식물성 스테롤이 아니다. 에르고스테롤은 균류의 세포막의 구성 요소로, 콜레스테롤이 동물세포에서 작용하는 것과 같은 기능을 균류에서 한다.
- 지방산, 유기산 또는 탄수화물에 의한 3번 탄소의 하이드록실기의 에스터화는 올레에이트, 페룰레이트 및 (아실)글리코사이드와 같은 식물성 스테롤 에스터를 생성시킨다.
- 실제로 루페올은 트라이테르페노이드이며, 엄밀히 말해서 스테롤과 고네인이 아니다.

| 캄페스타놀  | 브라시카스테롤   | 에르고스테롤 |
| ----------- | ---------------- | ------------ |
| campestanol | brassicasterol   | ergosterol   |
| 루페올      | 사이클로아르테놀 |              |
| lupeol      | cycloartenol     |              |

## 식이 피토스테롤
가장 풍부한 천연 피토스테롤 공급원은 식물성 기름 및 그로부터 만들어진 제품들이다. 스테롤은 유리된 형태 및 지방산 에스터 및 당지질로 존재할 수 있다. 결합된 형태는 일반적으로 소장에서 이자 효소들에 의해 가수분해된다. 스테롤 중 일부는 기름 정제 및 지방 정제의 탈취 단계에서 제거되지만, 상대적인 조성이 변하진 않는다. 따라서 스테롤은 진위 여부를 확인하는 데 유용한 도구이다.
피토스테롤의 일반적인 공급원으로서 식물성 기름은 피토스테롤의 함량을 강조하는 마가린 제품으로 개발되었다. 피토스테롤이 풍부하지 않은 시리얼 제품, 채소, 과일 및 베리류는 섭취량이 많기 때문에 피토스테롤의 중요한 공급원이 될 수 있다.
천연 피토스테롤의 섭취량은 식습관에 따라 약 200~300 mg/일이다. 특별히 고안된 채식 섭취 실험에서 700 mg/일의 피토스테롤이 섭취되었다. 사람의 식이에서 가장 흔히 생성되는 피토스테롤은 β-시토스테롤, 캄페스테롤 및 스티그마스테롤이며, 이는 식이 함량의 약 65%, 30%, 3%를 각각 차지한다. 사람의 식이에서 가장 흔한 식물성 스타놀은 시토스타놀과 캄페스타놀이며, 이는 식이 피토스테롤의 약 5%를 차지한다.
|              | 콜레스테롤 | 브라시카스테롤 | 캄페스테롤  | 스티그마스테롤 | β-시토스테롤 | ∆5-아베나스테롤 | ∆7-아베나스테롤 | ∆7-스티그마스테롤 |
| ------------ | ---------- | -------------- | ----------- | -------------- | ------------ | --------------- | --------------- | ----------------- |
| 코코넛기름   | 0.6 – 2    | 0 – 0.9        | 7 – 10      | 12 – 18        | 50 – 70      | 5 – 16          | 0.6 – 2         | 2 – 8             |
| 옥수수기름   | 0.2 – 0.6  | 0 – 0.2        | 18 – 24     | 4 – 8          | 55 – 67      | 4 – 8           | 1 – 3           | 1 – 4             |
| 면실유       | 0.7 – 2.3  | 0.1 – 0.9      | 7.2 – 8.4   | 1.2 – 1.8      | 80 – 90      | 1.9 – 3.8       | 1.4 – 3.3       | 0.7 – 1.4         |
| 올리브유     | 0 – 0.5    |                | 2.3 – 3.6   | 0.6 – 2        | 75.6 – 90    | 3.1 – 14        |                 | 0 – 4             |
| 팜유         | 2.2 – 6.7  |                | 18.7 – 29.1 | 8.9 – 13.9     | 50.2 – 62.1  | 0 – 2.8         | 0 – 5.1         | 0.2 – 2.4         |
| 팜핵유       | 1 – 3.7    | 0 – 0.3        | 8.4 – 12.7  | 12.3 – 16.1    | 62.6 – 70.4  | 4 – 9           | 0 – 1.4         | 0 – 2.1           |
| 땅콩기름     | 0.6 – 3.8  | 0 – 0.2        | 12 – 20     | 5 – 13         | 48 – 65      | 7 – 9           | 0 – 5           | 0 – 5             |
| 유채         | 0.4 – 2    | 5 – 13         | 18 – 39     | 0 – 0.7        | 45 – 58      | 0 – 6.6         | 0 – 0.8         | 0 – 5             |
| 콩기름       | 0.6 – 1.4  | 0 – 0.3        | 16 – 24     | 16 – 19        | 52 – 58      | 2 – 4           | 1 – 4.5         | 1.5 – 5           |
| 해바라기씨유 | 0.2 – 1.3  | 0 – 0.2        | 7 – 13      | 8 – 11         | 56 – 63      | 2 – 7           | 7 – 13          | 3 – 6             |

## 건강에 대한 주장

### 유럽 식품안전청(EFSA)
유럽 식품안전청(EFSA)은 하루에 식물성 스테롤과 스타놀을 1.5~2.4 g 섭취하면 2~3주 이내에 혈중 콜레스테롤을 평균 7~10.5%로 줄일 수 있다고 결론내렸다. 85주까지 연장된 장기 연구에 따르면 콜레스테롤 저하 효과가 지속될 수 있다. 여러 자료에 기초하여 유럽 식품안전청 과학 패널은 다음과 같이 권고했다. "식물성 스테롤은 혈중 콜레스테롤을 낮추거나 감소시키는 것으로 나타났다. 혈중 콜레스테롤 수치를 낮추면 관상동맥 심장 질환의 위험을 줄일 수 있다."

### 미국 식품의약국(FDA)
미국 식품의약국(FDA)은 피토스테롤에 대한 다음과 같은 주장을 승인했다. 식물성 스테롤 에스터의 경우: (i) 포화 지방과 콜레스테롤의 함량이 낮은 식단으로 식물성 스테롤 에스터를 1인분 당 적어도 0.65 g, 하루에 총 2회 이상 적어도 1.3 g을 섭취하면 심장 질환의 위험을 줄일 수 있다. 식물성 스타놀 에스터의 경우: (i) 포화 지방과 콜레스테롤의 함량이 낮은 식단으로 식물성 스타놀 에스터를 1인분 당 적어도 1.7 g, 하루에 총 2회 이상 적어도 3.4 g을 섭취하면 심장 질환의 위험을 줄일 수 있다. 미국 식품의약국은 피토스테롤 보충제와 관련된 임상 시험을 검토한 결과, 피토스테롤을 1~3 g 범위에서 섭취하면 위약에 비해 혈중 저밀도 지질단백질(LDL) 콜레스테롤 수치를 통계적으로 유의미하게(5-15%) 감소시킨다고 결론지었다. 미국 식품의약국은 또한 심혈관계 질환의 위험을 감소시키기 위해 피토스테롤 섭취와 콜레스테롤 수치 저하 사이의 관계를 입증하기 위해 하루에 2 g의 피토스테롤(에스터화 되지 않은 피토스테롤로 표현됨)의 섭취가 필요하다고 결론지었다.

### 캐나다 보건부
캐나다 보건부는 1994~2007년 사이에 피토스테롤 보충제를 포함하여 84건의 무작위 대조 시험을 증거를 검토했다. 저밀도 지질단백질(LDL)-콜레스테롤의 평균 8.8% 감소는 하루 2 g의 피토스테롤 섭취량에서 관찰되었다. 캐나다 보건부는 피토스테롤 섭취와 혈중 콜레스테롤 저하 사이의 관계를 뒷받침할 수 있는 충분한 과학적 증거가 있다고 결론지었다.

## 콜레스테롤 감소
콜레스테롤의 수치를 낮추는 피토스테롤의 능력은 1953년에 사람에서 처음으로 입증되었다. 1954년~1982년까지 피토스테롤은 고콜레스테롤 치료제로 시텔린(Cytellin)이라는 이름의 의약품으로 판매되었다.
콜레스테롤의 저하가 잘 정의된 상황에서 심혈관계 질환 및 전체 사망률의 위험을 감소시키는 것으로 입증된 스타틴과는 달리, 피토스테롤에 대한 증거는 심혈관계 질환의 위험을 낮추기 위해 피토스테롤이 풍부한 식품 또는 보충제의 사용의 효과에 대해 일관성이 없는 것으로 나타났다.
피토스테롤이 풍부한 식품과 스타틴을 함께 투여하면 임상적 이점의 어떠한 증거는 없지만, 잠재적 부작용에 대한 일화적인 증거와 함께 피토스테롤의 콜레스테롤 저하 효과가 증가한다. 스타틴은 속도 제한 효소인 HMG-CoA 환원효소를 저해해서 콜레스테롤 합성을 감소시킴으로써 작용한다. 피토스테롤은 스타틴을 보완하는 효과로, 하나 또는 몇 가지 가능한 메커니즘을 통해 장에서 콜레스테롤 흡수와 경쟁하여 콜레스테롤 수치를 감소시킨다. 피토스테롤은 스타틴 사용자에서 콜레스테롤 수치를 약 9%~17% 더 감소시킨다. 스타틴의 유형 또는 용량은 피토스테롤의 콜레스테롤 수치 저하 효과에 영향을 미치지 않는 것으로 보인다.
콜레스테롤을 감소시키는 특성으로 인해 일부 제조업체는 스테롤 또는 스타놀을 식품 첨가물로 사용하고 있다.

## 안전성
피토스테롤은 1954년~1982년까지 미국에서 판매된 피토스테롤의 약학 제제인 시텔린(Cytellin)으로 거슬러 올라가는 안전한 사용의 오랜 역사를 가지고 있다. 피토스테롤 에스터는 일반적으로 미국에서 GRAS로 인식되어 왔다. 피토스테롤 함유 기능성 식품은 2000년에 EU 시장에 출시된 후 모니터링 대상이 되었으며, 예기치 않은 부작용은 보고되지 않았다.
피토스테롤 섭취에 대한 잠정적인 안전 문제는 혈액의 식물성 스테롤의 수치가 50~100배 증가하고 관상동맥 죽상경화증의 빠른 발달과 관련이 있는 희귀한 유전 질환인 피토스테롤혈증 환자에게 있다. 피토스테롤혈증은 ABCG5/G8 단백질의 돌연변이와 관련이 있는데, 식물성 스테롤은 장세포에서는 루멘으로 간세포에서는 담관으로 펌프된다. 혈액의 식물성 스테롤 수치는 연구 대상 집단에 따라 심혈관계 질환의 위험과 긍정적, 부정적 또는 관련이 없는 것으로 나타났다.
식물성 스테롤과 심혈관계 질환(CVD) 또는 관상동맥 심장질환(CHD)의 위험 간의 연관성은 피토스테롤의 수준이 콜레스테롤 흡수를 반영하기 때문에 복잡하다.

### 스테롤과 스타놀
콜레스테롤을 낮추기 위한 식물성 스테롤과 식물성 스타놀의 동등한 능력과 안전성은 여전히 논쟁의 여지가 있는 주제이다. 임상 시험에서 일대일로 비교했을 때 식물성 스테롤과 스타놀은 콜레스테롤 수치를 똑같이 낮추는 것으로 나타났다. 식물성 스테롤과 식물성 스타놀을 0.6~2.5 g/일의 용량으로 직접 비교하는 14개의 무작위 대조 시험의 메타 분석은 총 콜레스테롤, LDL 콜레스테롤, HDL 콜레스테롤 또는 트라이글리세라이드의 수치가 두 형태 사이에 차이가 없음을 보여주었다. 식물성 스테롤이나 스타놀의 고용량(하루에 4 g 이상)을 살펴보는 시험은 매우 제한적이며, 동일한 고용량의 식물성 스테롤과 식물성 스타놀을 비교하는 시험은 아직 완료되지 않았다.
스테롤과 사타놀의 안전성에 대한 논쟁은 장 흡수 및 이로 인한 혈장 농도의 차이에 중점을 두고 있다. 피토스타놀의 추정 장 흡수율(0.02~0.3%)는 피토스테롤(0.4~5%)보다 낮으며, 결과적으로 혈액의 피토스타놀의 농도는 일반적으로 피토스테롤의 농도보다 낮다.

## 연구
피토스테롤은 폐암, 위암, 난소암, 유방암 뿐만 아니라 대장암 및 전립선암을 억제할 수 있는 잠재력에 대한 예비 조사를 받고 있다.

## 식물의 기능
스테롤은 모든 진핵생물에 필수적이다. 한 가지 주요 수테롤을 함유하고 있는 동물 세포 및 균류 세포와는 달리 식물 세포는 시토스테롤 및 스티그마스테롤이 우세하게 분포하는 스테롤 혼합물의 배열을 합성한다. 시토스테롤은 포유동물의 세포막에서 콜레스테롤과 유사한 방식으로 막의 유동성 및 투과성을 조절한다. 식물성 스테롤 또한 막-결합 효소의 활성을 조절할 수 있다. 피토스테롤은 또한 온도에 대한 식물의 적응 및 병원체에 대한 식물의 면역과도 관련이 있다.

## 같이 보기
- 스테롤
- 피토스테로이드
- 콜레스테롤